# Chiesa di San Lorenzo (Budoni)
La chiesa di San Lorenzo è un edificio religioso situato nell'omonima frazione del comune di Budoni, Sardegna nord-orientale. Consacrata al culto cattolico, fa parte della parrocchia di San Giovanni Battista, diocesi di Nuoro.
La chiesa, ubicata presso il cimitero poco fuori dalla frazione, risalirebbe al XIV secolo.